# JSのトリセツ
『JSのトリセツ』（ジェイエスのトリセツ）は、雨玉さきによる日本の漫画作品。『なかよし』（講談社）にて2020年7月号から2021年3月号まで連載された。協力は株式会社ワコール。

## 概要
10歳への「男女の違い」「親子関係」「恋愛」「毎日」などが分かる意識調査「10歳キラキラ白書」を毎年発表している、下着メーカーのワコール「ガールズばでなび」が制作に協力した、思春期を迎える小学生女子のリアルを扱った漫画である。「10歳が見た大人」と「10歳を見る大人」たちが描かれており、学校や教科書だけでは足りなかった世代にも有用である。
本書をもとにしたライトノベルを描いた、児童書作家の深海ゆずはは、小学校高学年を「大人と子供が同居していて、親がどう接すれば良いかわからない世代」という。この題材については「この分野で悩んでいても、親に知られたくない子供が多いので、この本が親子で話すきっかけになれば良い」、「この世代の女子にはブラジャーを着けるのが怖い子もいるが、この本のセリフにある通り『ブラジャーは味方』だと思ってほしい」とラジオ番組で語った。

## あらすじ
10歳の小学生たる有村ひまりは、4年生の保健体育の授業で、「第二次性徴」を教わる。やがて、ひまりにも、第二次性徴が始まった兆候が表れる。ひまりは母と一緒に、初めてのブラジャーを購入する。その後も、同級生のダイエット、小学生の恋愛、ひまりの初経など、成長期が始まった男女の、心と体の様々な変化につながっていく。

## 書誌情報
- 雨玉さき（漫画）・株式会社ワコール（協力）『JSのトリセツ』講談社〈KCなかよし〉、全2巻
  1. 2020年11月13日発売[4]、ISBN 978-4-0652-1510-4
  2. 2021年4月13日発売[5]、ISBN 978-4-06-522871-5
- 雨玉さき（原作・絵）・深海ゆずは（著）・株式会社ワコール（協力）『JSのトリセツ』講談社〈青い鳥文庫〉、既刊2巻（2022年6月15日現在）
  1. 2021年6月16日発売[6]、ISBN 978-4-0652-3544-7
  2. 2022年6月15日発売[7]、ISBN 978-4-06-528130-7